# Fulton (Missouri)
Fulton é uma cidade localizada no estado americano de Missouri, no Condado de Callaway.

## Demografia
Segundo o censo americano de 2000, a sua população era de 12.128 habitantes.
Em 2006, foi estimada uma população de 12.324, um aumento de 196 (1.6%).

## Geografia
De acordo com o United States Census Bureau tem uma área de 29,4 km², dos quais 29,3 km² cobertos por terra e 0,1 km² cobertos por água. Fulton localiza-se a aproximadamente 240 m acima do nível do mar.

## Localidades na vizinhança
O diagrama seguinte representa as localidades num raio de 24 km ao redor de Fulton.